# فروسية
الفروسية رياضة من الرياضات العالمية تمارس في وجود خيول ومن أهم أنواعها سباق التحمل وسباق الحواجز، وتعد واحدة من أقدم الرياضات التي عرفها الإنسان بسائر المعمورة.

## تاريخ ركوب الخيول

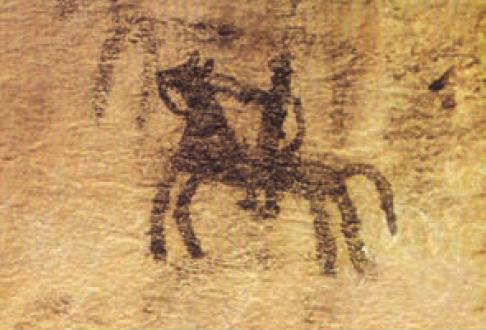
لوحة تصور حصان و راكب في أحد الكهوف تعود لعصور ما قبل التاريخ

هناك جدل في الأوساط العلمية حول التاريخ الدقيق الذي روضت فيهِ الخيول ومتى ركبها الإنسان لأول مرة، إن أفضل تقدير هو أن الخيول رُكبت لأول مرة حوالي 3500 قبل الميلاد. تشير الأدلة غير المباشرة إلى أن الخيول تم ركوبها لفترات طويلة أولا قبل أن تتم قيادتها (أي ربطها باللجام وتوجيهها)، حيث عثر العلماء على بعض الأدلة الأخرى تعود لسنة 3000 قبل الميلاد بالقرب من نهر دنيبر ونهر الدون، تظهر أن السكان المحليين كانوا يستخدمون اللجام لقيادة الخيول، وقد كشفت التنقيبات الأثرية عن هيكل عظمي لفحل ظهرت على أسنانه آثار استخدام اللجام.[بحاجة لمصدر]
قدم اكتشاف مدافن العربات (وهي قبور تدفن فيها الأحصنة بعد موتها مع العربات) والتي يعود تاريخها إلى سنة 2500 قبل الميلاد دليلا لا يدع مجالا للشك على أن الخيول استخدمت كحيوانات للعمل. وفي العصور القديمة، أستخدمت الخيول في الحروب بجعلها تقوم بجر العربات (أو العجلات الحربية) التي تحمل الجنود المسلحين بأسلحة خفيفة أو ثقيلة.
لعبت الخيول دورًا مهمًا عبر تاريخ البشرية في جميع أنحاء العالم، سواء في الحروب أو في المساعي السلمية مثل النقل والتجارة والزراعة. عاشت الخيول في أمريكا الشمالية، لكنها انقرضت في نهاية العصر الجليدي. أعاد المستكشفون الأوروبيون الخيول إلى أمريكا الشمالية، بدءًا من الرحلة الثانية لكولومبوس في عام 1493. وفي عام 1900 دخلت الفروسية في الألعاب الأولمبية الصيفية لعام 1900 كرياضة أولمبية.

## نظرة عامة على أنشطة الفروسية

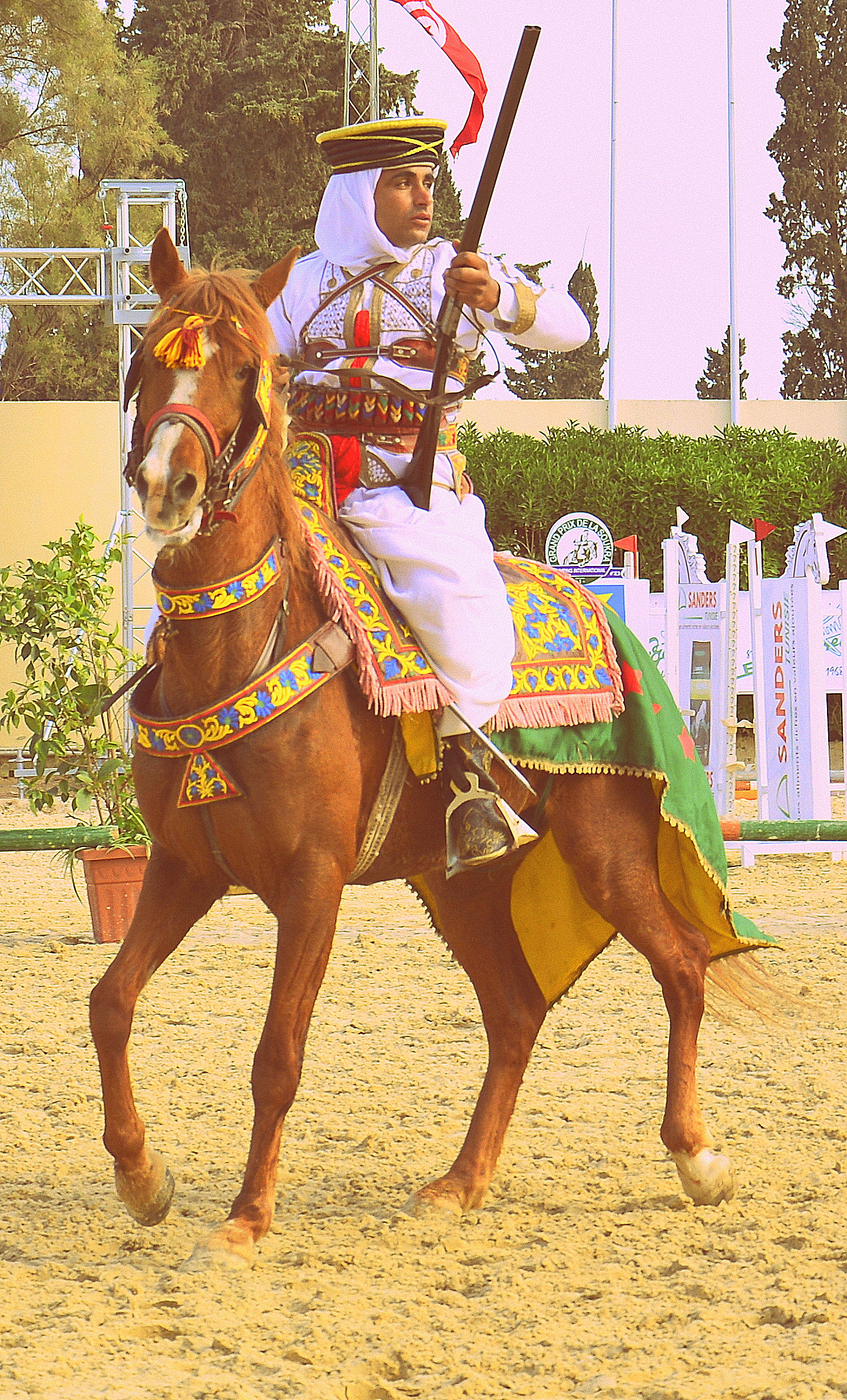
فارس في مهرجان الفروسية بتونس

يتم تدريب الخيول وركوبها لأغراض عملية، مثل عمل الشرطي أو للسيطرة على حيوانات القطيع في مزرعة. يتم استخدامها أيضًا في الرياضات التنافسية بما في ذلك الترويض، وركوب التحمل، والفعاليات، وكبح جماح، وقفز الحواجز، وربط الخيام، والقفز، والبولو، وسباق الخيل، والقيادة، ومسابقات رعاة البقر.
يتم تجميع بعض أشكال المنافسة الشائعة معًا في عروض الخيول حيث تؤدي الخيول أداءً في مجموعة متنوعة من التخصصات. تُستخدم الخيول (وغيرها من الخيول مثل البغال) للركوب الترفيهي غير التنافسي مثل صيد الثعالب أو ركوب الممر أو القرصنة.

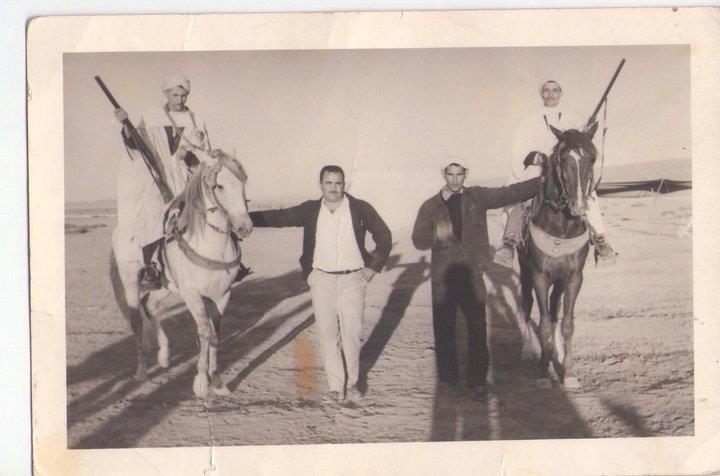
فرسان من مدينة غليزان الجزائرية عام 1963

هناك وصول عام إلى مسارات الخيول في كل جزء من العالم تقريبًا؛ توفر العديد من المتنزهات والمزارع والإسطبلات العامة ركوبًا موجهًا ومستقلًا. تُستخدم الخيول أيضًا للأغراض العلاجية سواء في منافسات الفروسية المخصصة أو في الركوب غير التنافسي لتحسين صحة الإنسان والنمو العاطفي. يتم قيادة الخيول أيضًا في سباقات الخيول، وفي عروض الخيول، وفي أنواع أخرى من المعارض مثل إعادة تمثيل التاريخ أو الاحتفال، وغالبًا ما يتم سحب العربات.
في بعض أنحاء العالم، لا يزال يتم استخدامه لأغراض عملية مثل الزراعة. يستمر استخدام الخيول في الخدمة العامة وفي الاحتفالات التقليدية (المسيرات والجنازات) ودوريات الشرطة والمتطوعين في عمليات البحث والإنقاذ. تتيح قاعات الركوب تدريب الخيل والفارس في جميع الظروف الجوية بالإضافة إلى ركوب المنافسة الداخلية.

## سباق الخيل

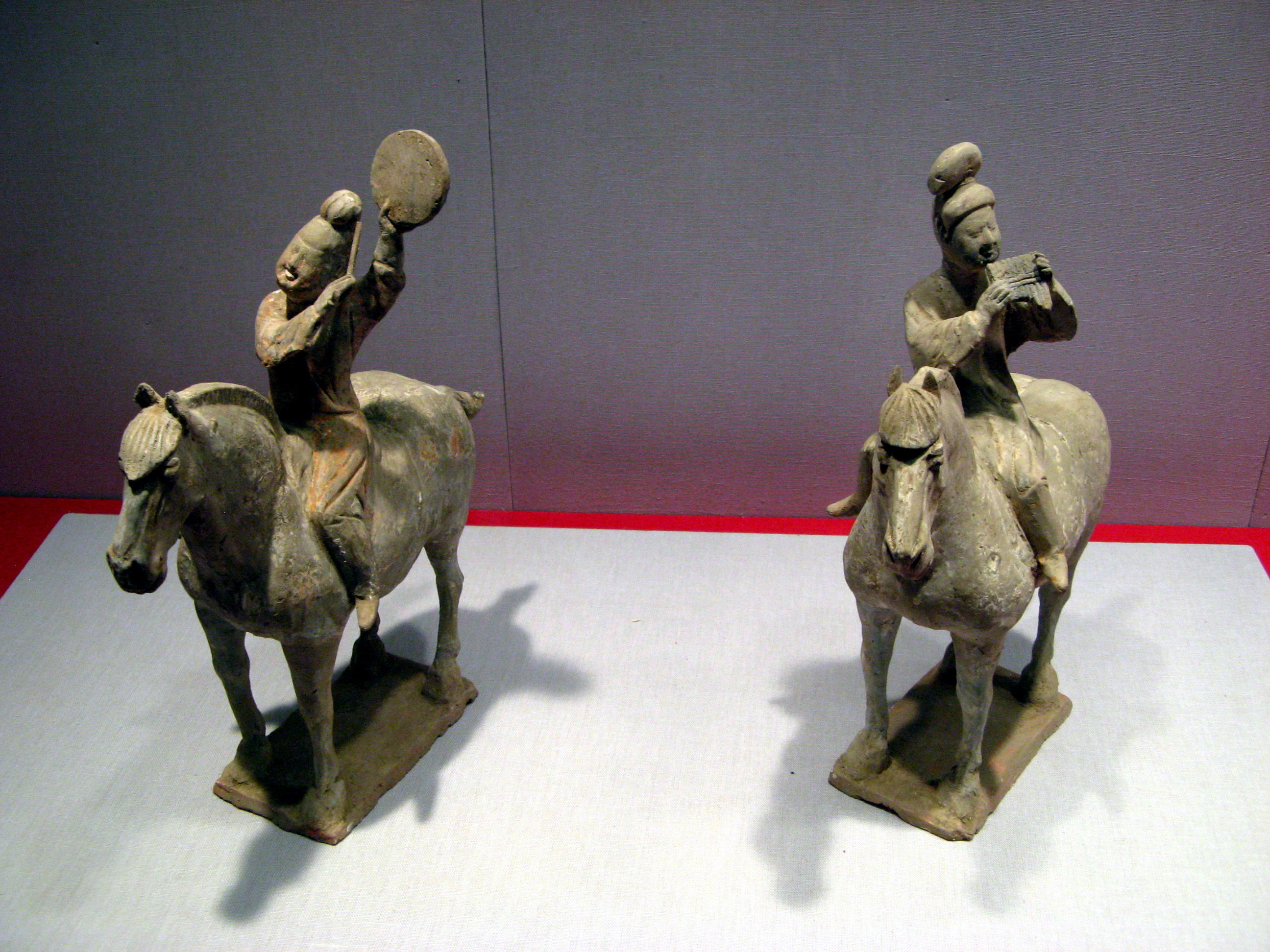
الموسيقيون يركبون الخيل سلالة تانغ

يبدو أن البشر عبروا منذ فترة طويلة عن رغبتهم في معرفة الحصان أو الخيول الأسرع، ولسباق الخيل جذور قديمة. تتمتع الخيول الأصيلة بسمعة بارزة باعتبارها سلالة سباقات، ولكن السلالات الأخرى تتسابق أيضًا.

### أنواع سباق الخيل

#### سباق قفز الحواجز
سباق الخيل الأصيل هو الشكل الأكثر شعبية في جميع أنحاء العالم. في المملكة المتحدة، تُعرف باسم سباقات مسطحة ويديرها نادي الجوكي في المملكة المتحدة. في الولايات المتحدة، يحكم نادي الجوكي سباق الخيل. يتم أيضًا تسابق السلالات الخفيفة الأخرى في جميع أنحاء العالم. تتضمن لعبة «ستيبل تَشيسنغ» التسابق على مضمار تقفز فيه الخيول أيضًا فوق العقبات. هو الأكثر شيوعًا في المملكة المتحدة، حيث يطلق عليه أيضًا سباقات National Hunt.

#### سباق الترويض

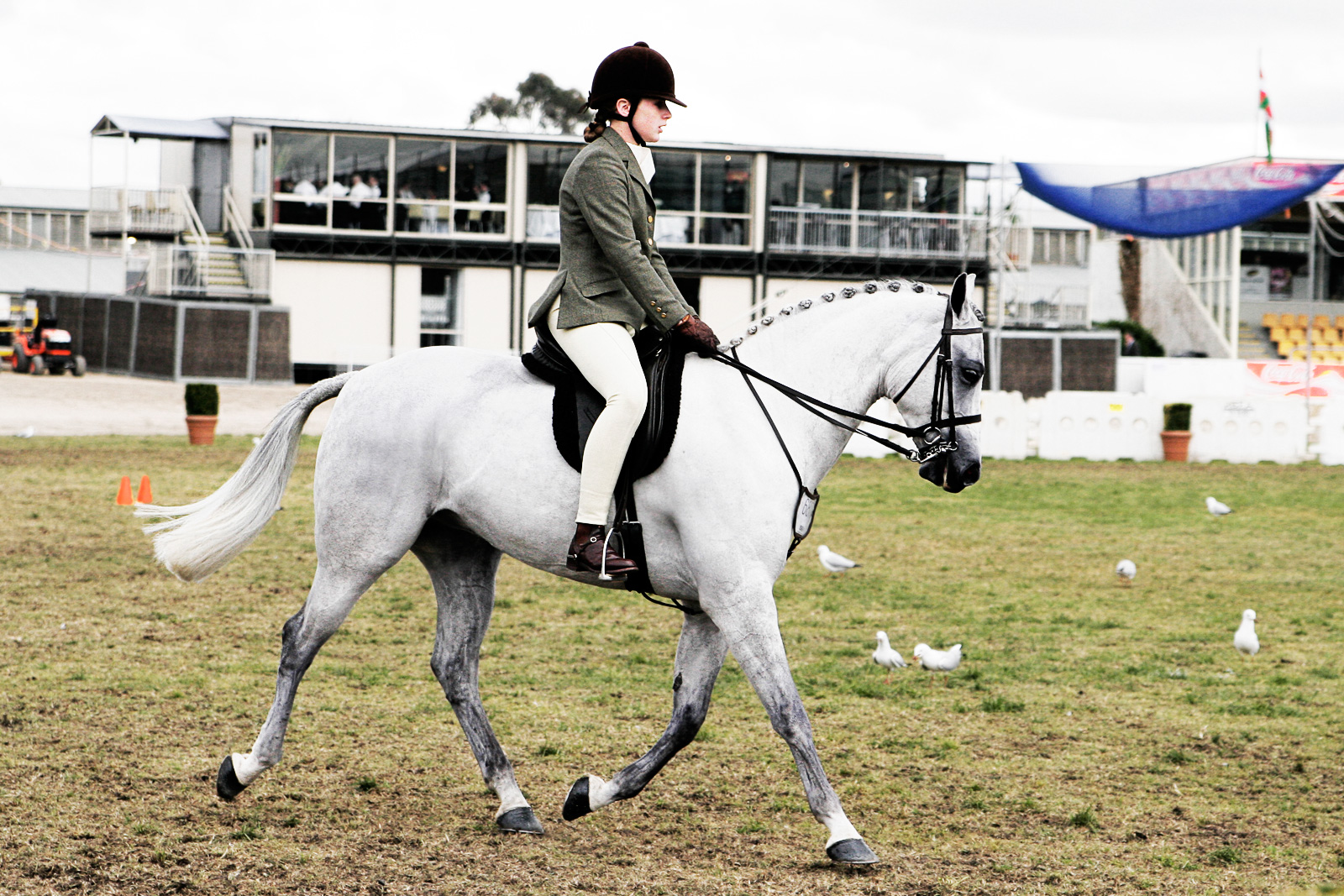
فارس شاب يعرض حصانا في أستراليا.

تتسابق كل من السلالات الخفيفة والثقيلة وكذلك المهور في الترويض بدراجة مبتذلة أو سباق. تهيمن خيول ستاندرد بريد على الرياضة في كل من أنواع الهرولة والسرعة. تنظم جمعية الخبب بالولايات المتحدة سباقات الخيول في الولايات المتحدة. تم العثور على سباق الترويض أيضًا في جميع أنحاء أوروبا ونيوزيلندا وأستراليا.

#### سباق التحمل
ركوب التحمل، تكون على مسافة محددة ومقاسة للخيول. عادة ما تكون سباقات المستوى الأعلى من 50 إلى 100 ميل (80 إلى 161 كم)، فوق التضاريس الجبلية أو التضاريس الطبيعية الأخرى، مع محطات توقف مجدولة لأخذ العلامات الحيوية للخيول، والتحقق من سلامتها والتحقق من أن الحصان لائق للمتابعة. الفائز هو أول حصان ينتهي ويؤكد الطبيب البيطري أنه مناسب للمتابعة.
تتوفر للوافدين الجدد جولات لمسافات محدودة تتراوح من 25 إلى 20 ميلاً (40-32 كم). تشمل المتغيرات الركوب والترابط وأشكال مختلفة من الركوب الطويل.

## الإسلام
للفرس أهمية كبيرة في الإسلام إذ أقسم الله بها في كتابه العزيز بقوله: {وَالْعَادِيَاتِ ضَبْحًا}، كما امتدحها الرسول الكريم في مجموعة من الأحاديث الصحيحة وحث عليها. وقد كانت تعقد مسابقات للفروسية في بداية الإسلام، وذلك نظرا للأهمية والمكانية التي كان يشكلها الخيل ودوره الكبير في الفتوحات الاسلامية.